# أدريان لومبارد
أدريان ألبرت "لوم" لومبارد (Adrian Albert "Lom" Lombard)، وُلِد في 19 يناير 1915 وتوفي في 13 يوليو 1967، كان مهندسًا إنجليزيًا في مجال الطيران. حصل على وسام الإمبراطورية البريطانية. ورغم عدم حصوله على تدريب رسمي في الآيروديناميكا (علم ديناميكا الهواء)، أصبح واحدًا من أبرز مصممي محركات النفاثة في العالم. عمل مع شركة رولز-رويسفي عدة مناصب ولمدة تقارب 30 عامًا.

## حياته
وُلد أدريان لومبارد في مدينة كوفنتري، مقاطعة وارويكشير، في 19 يناير 1915. كان الابن الثاني من بين ثلاثة أبناء لـ آرثر (صانع أدوات) ولويسا. تلقى لومبارد تعليمه في مدرسة جون غلسون المركزية المتقدمة، ثم التحق بدورات مسائية في كلية كوفنتري التقنية. وبعد أن ترك المدرسة في سن الخامسة عشرة، بدأ تدريبه في قسم الرسم الهندسي بشركة روفر.

## بداياته المهنية
بعد أن قضى خمس سنوات في شركة روفر، التحق لومبارد بشركة موريس موتورز المحدودة، حيث تولى مسؤولية حسابات إجهاد المحركات وعمل كمهندس سيارات. ومع ذلك، عاد إلى روفر في عام 1936، وبعد أربع سنوات أصبح ضمن فريق التصميم بقيادة موريس ويلكس.
في أبريل 1940، بدأ لومبارد عمله في مجال محركات النفاثة، عندما أُوكل إلى فريقه مهمة إعداد محرك ويتل W.2B للإنتاج. وقد شملت تصاميمه في تلك الفترة نظام احتراق جديد، وكان ذلك بمثابة مقدمة لمحركات رولز-رويس ديروينت ونين الناجحة لاحقًا، والتي استخدمت في معظم الجيل الأول من الطائرات النفاثة البريطانية.